# Vog

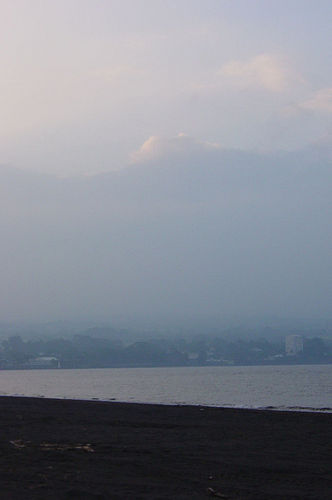
Vog denso visto na baía de Hilo, na ilha de Havaí.

Vog é uma forma de poluição do ar que é o resultado da junção do dióxido de enxofre e outros gases emitidos por um vulcão em erupção reagem com o oxigênio e a umidade na presença da luz solar. O termo é uma palavra-valise dos termos em inglês "volcanic" (vulcânico), "smog" e "fog". O termo encontra uso no Arquipélago do Havaí, onde o vulcão Kīlauea, na ilha de Hawaiʻi (também conhecida como "The Big Island"), está em erupção constante desde 3 de janeiro de 1983. Baseando-se em medições feitas em junho de 2008, o Kīlauea emite entre 2 000–4 000 toneladas de dióxido de enxofre(SO2) diariamente.

## Descrição
O vog é criado quando os gases vulcânicos (principalmente óxidos de enxofre) reagem com a luz solar, oxigênio e umidade. O resultado inclui ácido sulfúrico e outros sulfatos. O vog é composto de uma mistura de gases e aerossóis que o tornam difícil de estudar e potencialmente mais perigoso que o estudo de seus componentes separados.

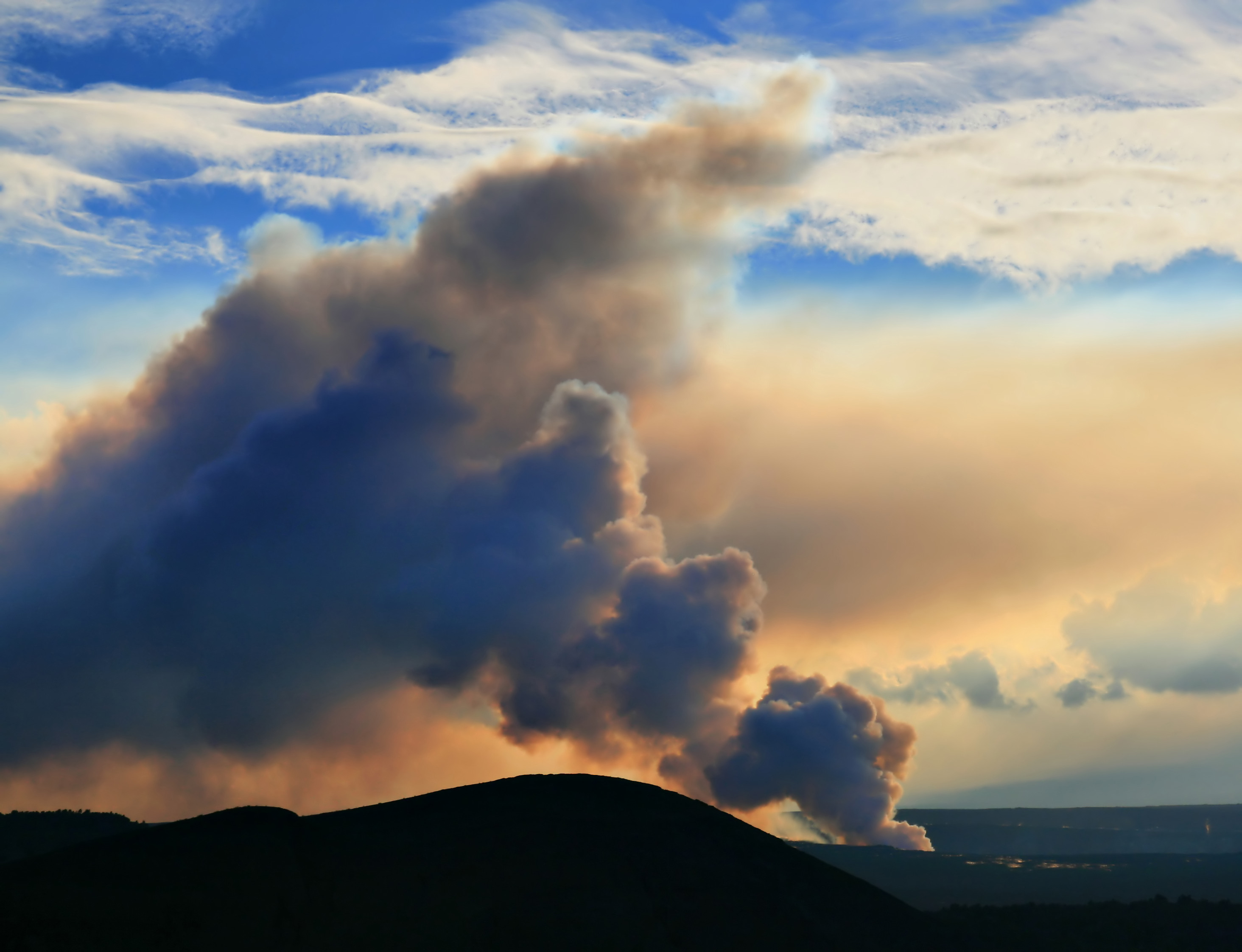
Emissões de dióxido de enxofre da cratera Halemaʻumaʻu, ponto de formação do vog.

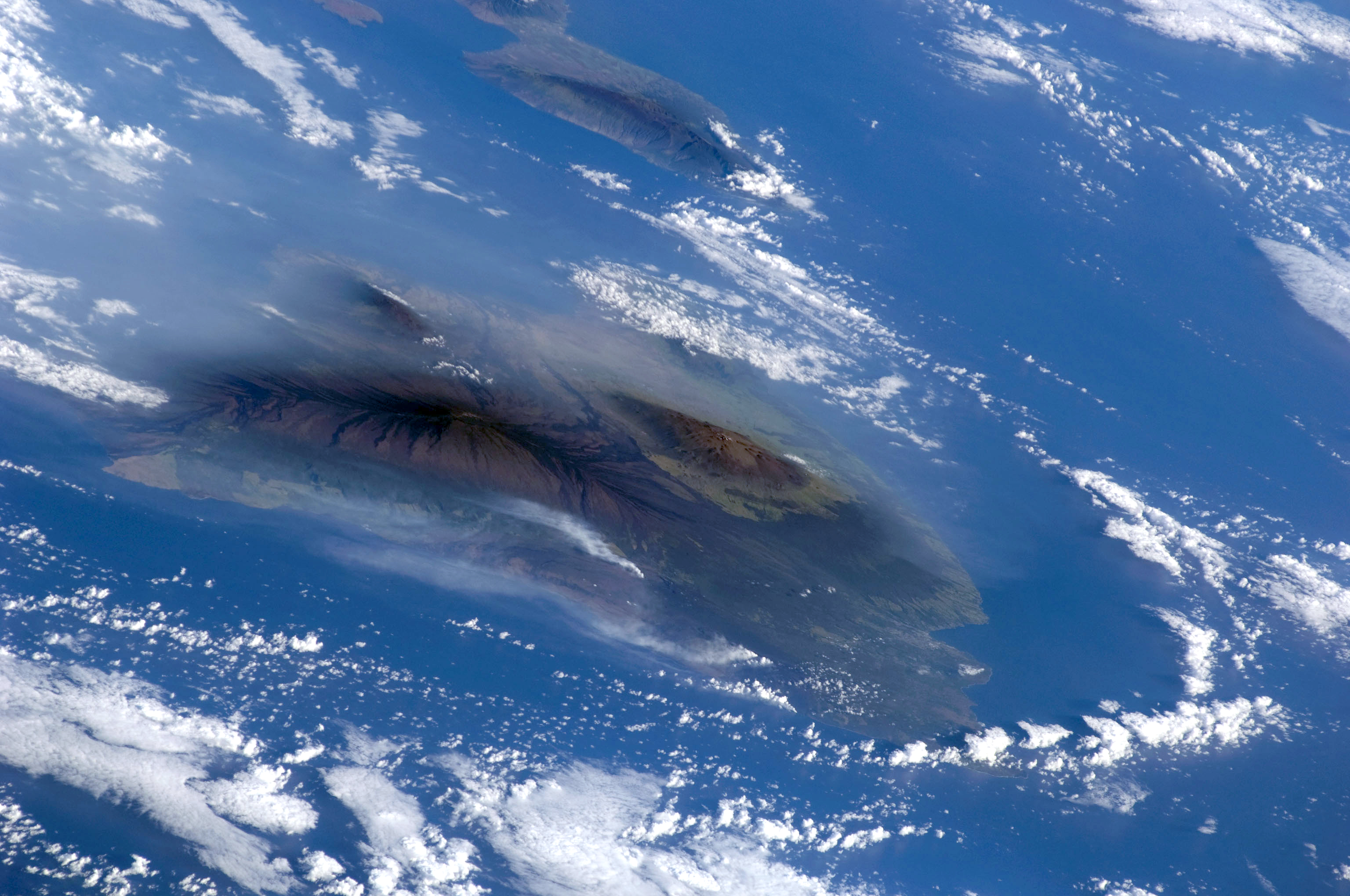
Atividade vulcânica vista do ônibus espacial Atlantis.

## Vog no Havaí
No Havaí, os gases do Kīlauea vêm de três lugares: das crateras: Halemaʻumaʻu, da fenda Puʻu ʻŌʻō, e ao longo da costa, onde a lava que flui do vulcão entra no oceano. A fumaça cria uma cobertura de vog que pode "envelopar" toda a ilha, atingindo principalmente a região de Kailua-Kona, no lado oeste da ilha do Havaí, onde o vento alísio prevalente sopra o vog para o sudoeste enquanto os ventos do sul o sopram para o norte para a costa do Kohala.
Períodos prolongados de tempestades Kona, entretanto, podem fazer com que o vog atinja a parte leste da ilha ocasionalmente ou também as ilhas em todo o estado do Havaí. No momento em que vog atinge outras ilhas, o dióxido de enxofre praticamente já se dissipou, deixando para trás cinzas, fumaça, sulfatos e amônia.

## Comparação entrevogesmog
Vog e smog são diferentes. O vog é formado quando enxofre e óxidos de enxofre emitidos por um vulcão reagem com a umidade para formar um aerossol.  O aerossol dispersa a luz, fazendo assim o vog ficar visível. Por sua vez, o smog é formado em grande parte pela combustão incompleta de combustíveis, que reagem com óxidos de nitrogênio e ozônio produzido a partir do monóxido de carbono pelas reações com a luz solar, também resultando num aerossol visível. Quando os níveis de smog estão altos, o céu torna-se cinza-amarelado porque os óxidos de nitrogênio são amarelos. Todavia, os óxidos de enxofre são incolores e o vog tem aparência acinzentada. Desaparecendo a camada de vog, manchas cinzentas de vog no céu podem permanecer aprisionadas na camada de inversão. É importante notar que várias substâncias químicas emitidas pelos veículos não são emitidas pelos vulcões. Ao mesmo tempo, as substâncias emitidas pelos vulcões, tais como sulfeto de hidrogênio, cloreto de hidrogênio e fluoreto de hidrogênio não são criadas pelo tráfego. Além disso, o smog produzido pela atividade industrial também possui sua própria composição de contaminantes.

## Perigos à saúde

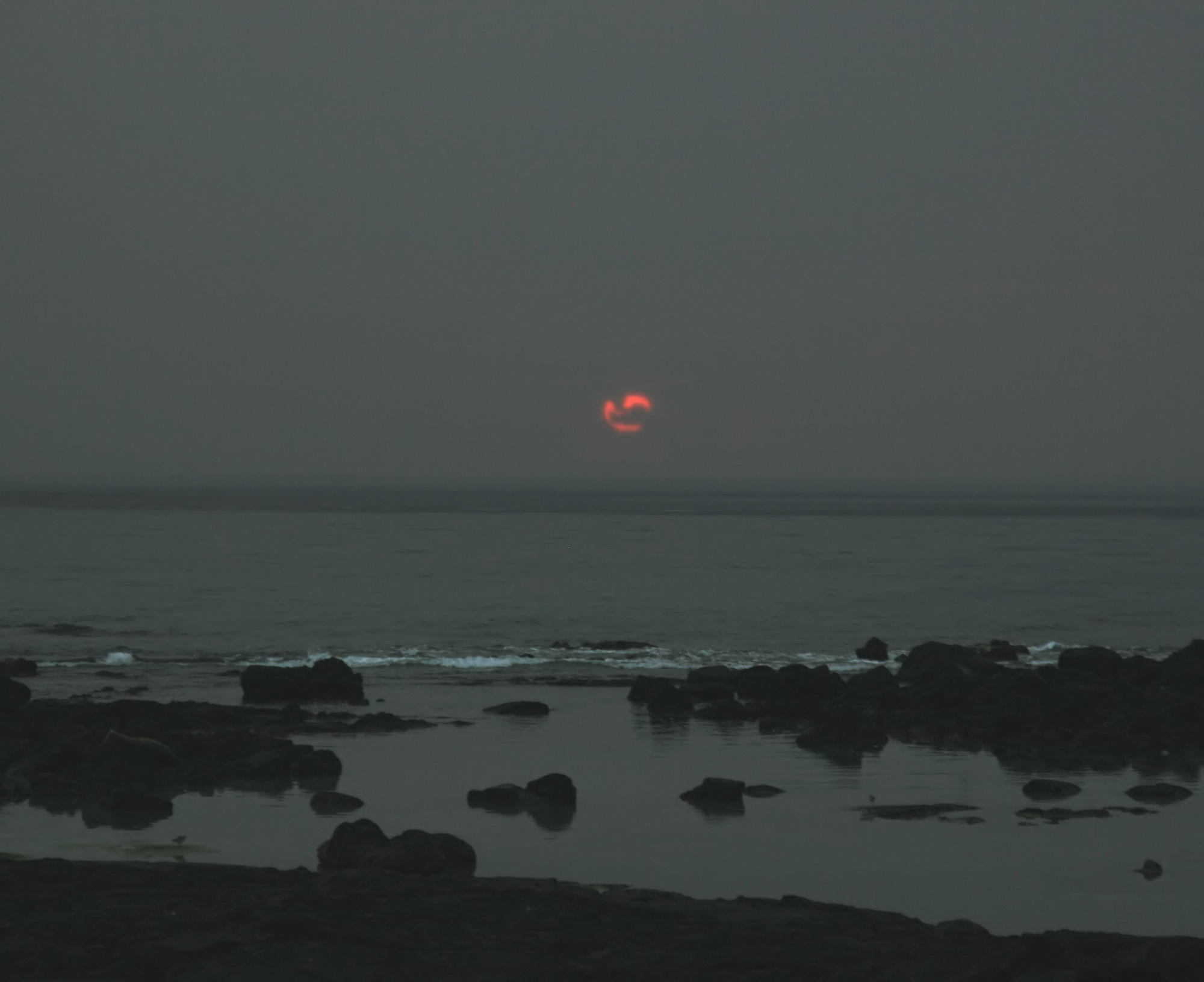
O vog e as nuvens criaram um sol de formato estranho neste crepúsculo.

Muitos estudos sobre o vog foram conduzidos onde ele está naturalmente presente e não em condições controladas. O vog contém substâncias químicas que prejudicam o meio ambiente e a saúde das plantas, dos humanos e dos animais. Muitos dos aerossóis são ácidos e têm dimensões nas quais podem permanecer nos pulmões e prejudicar a atividade respiratória. Dores de cabeça, olhos lacrimejantes, irritação na garganta, dificuldades respiratórias (incluindo ataques de asma), sintomas semelhantes aos do resfriado, e letargia geral são comumente informados. Tais sintomas são especialmente pronunciados em pessoas com problemas respiratórios e em crianças. Adicionalmente, o vog também reduz a visibilidade, criando perigos para o trânsito, para o tráfego aéreo e para a navegação.

## Eventos recentes
Vários estudos estão sendo realizados para medir a qualidade do ar próxima aos vulcões com maior detalhamento.
As emissões de dióxido de enxofre aumentaram em 12 de março de 2008, quando uma nova fenda se abriu. O nível ainda maior de vog provocou a evacuação de pessoas e danificou plantações. Em meados de 2008 e de 2012, o Condado do Hawaiʻi recebeu uma caracterização de desastre em função dos prejuízos à agricultura. Um estudo de longa duração, feito através de análise e simulação em computador, conhecido como VMAP, projetado para prever a localização e as concentrações de vog originadas no Kīlauea foi conduzido pela Universidade do Havaí.